# Jung Seung-hwa
Jung Seung-hwa (Hangul: 정승화; n. 27 martie 1981) este un scrimer sud-coreean specializat pe spadă, laureat cu bronz individual și cu argint pe echipe la Campionatul Mondial de Scrimă din 2015. Cu echipa Coreei de Sud a cucerit medalia de aur la Jocurile Asiatice din 2015.

## Palmares
Clasamentul la Cupa Mondială
| An  | 2009 | 2010 | 2011 | 2012 | 2013 | 2014 | 2015 |
| --- | ---- | ---- | ---- | ---- | ---- | ---- | ---- |
| Loc | 57   | 7    | 27   | 198  | _    | _    | 12   |